# Mikrokrmilnik
Mikrokrmilnik ali mikrokontroler je čip, ki vsebuje skoraj vse sestavine mikroračunalnika (procesor, notranji pomnilnik, vmesnike ...). Za popoln mikroračunalnik, mikrokrmilniku manjkajo le vhodno-izhodne enote (tipke, senzorji, elektromotorji, žarnice ...), ki niso primerne za vgradnjo v čip. Mikrokrmilnike srečamo v večini modernih elektronskih naprav. Na primer v mobilnem telefonu, televiziji, v DVD-predvajalniku, v mikrovalovni pečici, v pralnem in pomivalnem stroju ... V sodobnem avtomobilu in osebnem računalniku jih je cela množica. Razlog za to je v njihovi univerzalni uporabnosti in cenenosti.

## Vrste mikrokontrolerjev
Najpomembnejša sestavina mikrokrmilnika je procesor. Vsi mikrokrmilniki, ki so nadgradnja istega procesorja, tvorijo družino mikrokrmilnikov. Med seboj se predstavniki družine razlikujejo po vrsti in količini dodanih enot. Procesorji v mikrokrmilniku se razlikujejo v številu bitov, ki jih obdelujejo hkrati in v hitrosti delovanja oziramo taktu. Največkrat so osembitni in »tečejo« s hitrostjo nekaj MHz. V primerjavi z glavnim procesorjem v osebnem računalniku je to malo, vendar v večini primerov zadostuje. Ker se mikrokrmilniki največkrat programirajo v zbirniku, je tudi potreba za pomnilnik razmeroma majhna (nekaj kB).